# (872) Holda
(872) Holda es un asteroide perteneciente al cinturón de asteroides descubierto el 21 de mayo de 1917 por Maximilian Franz Wolf desde el observatorio de Heidelberg-Königstuhl, Alemania.
Está posiblemente nombrado en honor de Edward Singleton Holden (1846-1914).